# Bernartice (districtul Benešov)
Bernartice este o comună și un sat în districtul Benešov din regiunea Boemia Centrală din Cehia. Are o populație de aproximativ  200 de locuitori.

## Diviziuni administrative
Comuna Bernartice este alcătuită din două diviziuni administrative (populația este între paranteze conform recensământului din 2021):
- Bernartice (209)
- Borovsko (16)

## Geografie
Bernartice se află la aproximativ 33 kilometri (21 mi) sud-est de Benešov și la 60 kilometri (37 mi) sud-est de capitala Praga. Se găsește în Munții Křemešník. Cel mai înalt punct al comunei se află la 450 metri (1.480 ft) deasupra nivelului mării. Comuna se află într-o peninsulă creată de lacurile de acumulare Švihov (în cehă: vodní nádrž Švihov) și Němčice. Satul Borovsko este situat în vârful său.

## Istorie
Prima mențiune scrisă despre Bernartice datează din anul 1375.
Borovsko a fost menționat pentru prima dată în 1289. Inițial a fost un oraș târg cu un castel. Castelul a fost distrus înainte de 1559 și a fost înlocuit de o fortăreață în 1600. 
În timpul Războiului de Treizeci de Ani, fortăreața a fost distrusă, Borovsko a fost grav avariat, iar Borovsko și-a pierdut statutul de oraș târg. În timpul construcției lacului de acumulare Švihov, între 1965 și 1975, cea mai mare parte a satului a fost inundată.

## Demografie

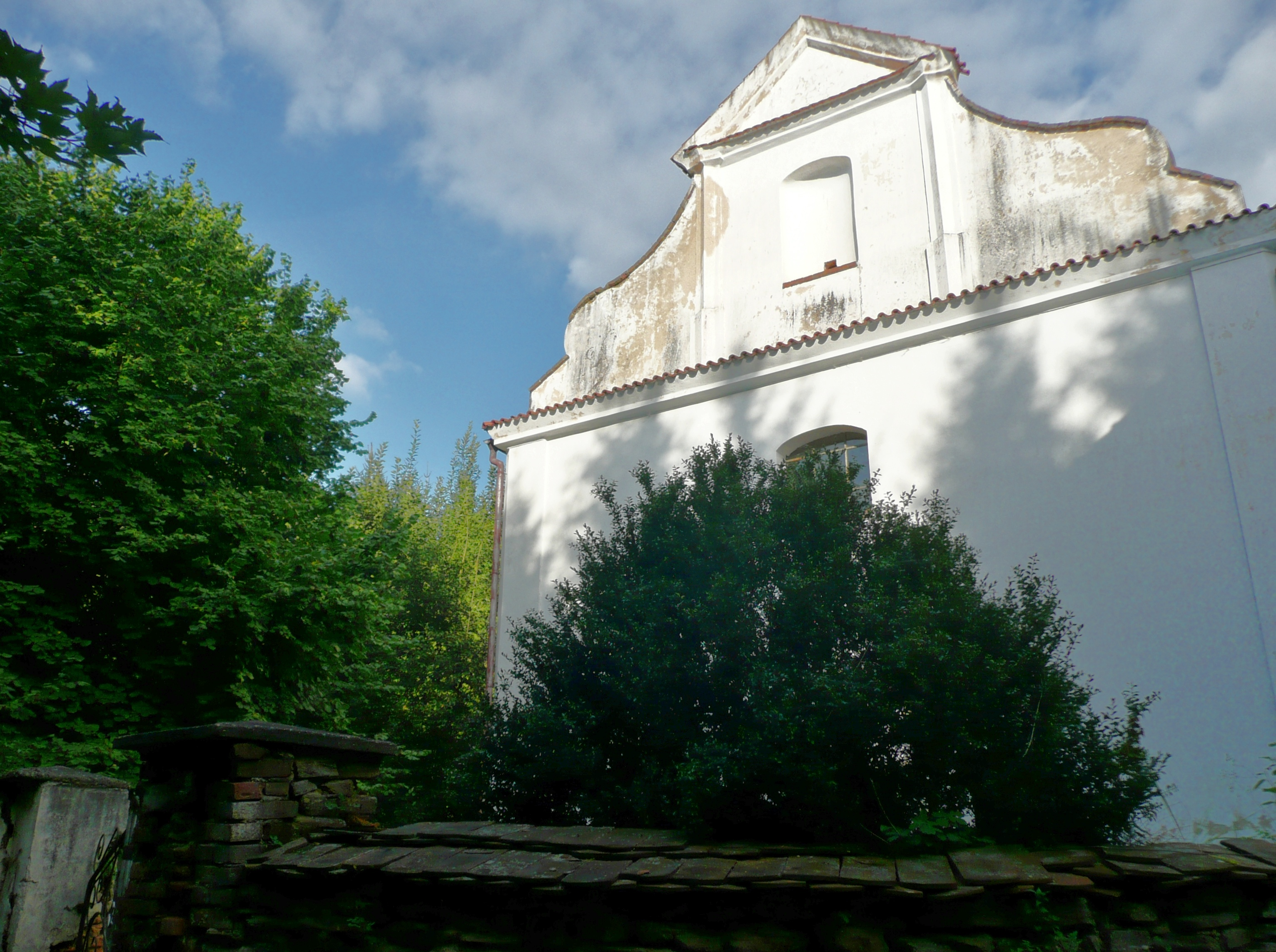
Biserica „Sfinții Petru și Pavel” din Borovsko

## Transporturi
Autostrada D1 de la Praga la Brno trece prin partea de est a comunei.

## Obiective turistice
Biserica „Sfinții Petru și Pavel” din Borovsko a fost sfințită în 1350. După ce a fost distrusă în timpul Războiului de Treizeci de Ani, biserica a fost reconstruită în stil baroc timpuriu după 1700. Turnul cu clopotniță  datează din anul 1483.